# 哥本哈根的另一個我
〈哥本哈根的另一個我〉（英語："My Doppelgänger in Copenhagen"）是香港歌手薛凱琪的單曲，於2021年1月5日由香港華納作數位發行。歌曲為AGA江海迦繼2012年的〈Better Me〉後再次為薛凱琪創作的作品。歌曲推出後獲得熱烈回響，成為903專業推介、勁歌金榜與Chill Club 推介三台冠軍歌，並最高登上中文歌曲龍虎榜亞軍位置。

## 歌曲列表
| 線上下載 串流媒體 | 線上下載 串流媒體  | 線上下載 串流媒體 |
| 曲序              | 曲目               | 时长              |
| ----------------- | ------------------ | ----------------- |
| 1.                | 哥本哈根的另一個我 | 3:40              |

## 製作團隊
資料來自〈哥本哈根的另一個我〉音樂錄影帶於YouTube的說明文字。
- 作曲：AGA江海迦
- 填詞：黃偉文
- 編曲：Yusuke Hatano
- 監製：舒文@Zoo Music

## 獎項
2021年8月25日，歌曲《哥本哈根的另一個我》入選無綫電視「2021勁歌金曲優秀作品第一回」。

## 榜單
| 週榜單（2021年）        | 最高 名次 |
| ----------------------- | --------- |
| 香港（903專業推介）     | 1         |
| 香港（中文歌曲龍虎榜）  | 2         |
| 香港（勁歌金榜）        | 1         |
| 香港（Chill Club 推介） | 1         |

## 資料來源
1. ↑  . Topick. 2021-03-17  [2021-05-06]. （原始内容存档于2021-05-06）.
2. ↑  . Fiona Sit薛凱琪於YouTube. 2020-01-05  [2021-05-05]. （原始内容存档于2021-01-23）.
3. ↑  . 香港01.   [2020-08-25]. （原始内容存档于2021-08-26）.
4. ↑  . 檸音樂. 2021-03-06  [2021-05-06]. （原始内容存档于2021-05-06）.
5. ↑  . 檸音樂. 2021-03-13  [2021-05-06]. （原始内容存档于2021-05-06）.
6. ↑  . 檸音樂. 2021-04-24  [2021-05-06]. （原始内容存档于2021-05-06）.
7. ↑  . ViuTV於Facebook. 2021-03-08  [2021-05-06].